# Lijst van nummer 1-hits in Duitsland in 1969
Deze hits stonden in 1969 op nummer 1 in de Der Musikmarkt, de bekendste hitlijst in Duitsland.
| Datum        | Artiest                       | Titel                                    |
| ------------ | ----------------------------- | ---------------------------------------- |
| 4 januari    | Heintje                       | Heidschi bumbeidschi                     |
| 11 januari   | Heintje                       | Heidschi bumbeidschi                     |
| 18 januari   | Barry Ryan                    | Eloise                                   |
| 25 januari   | Barry Ryan                    | Eloise                                   |
| 1 februari   | Barry Ryan                    | Eloise                                   |
| 8 februari   | Barry Ryan                    | Eloise                                   |
| 15 februari  | Barry Ryan                    | Eloise                                   |
| 22 februari  | Barry Ryan                    | Eloise                                   |
| 1 maart      | The Beatles                   | Ob-la-di, ob-la-da                       |
| 8 maart      | The Beatles                   | Ob-la-di, ob-la-da                       |
| 15 maart     | The Beatles                   | Ob-la-di, ob-la-da                       |
| 22 maart     | The Beatles                   | Ob-la-di, ob-la-da                       |
| 29 maart     | Donovan                       | Atlantis                                 |
| 5 april      | Donovan                       | Atlantis                                 |
| 12 april     | Peter Alexander               | Liebesleid                               |
| 19 april     | Peter Alexander               | Liebesleid                               |
| 26 april     | Peter Alexander               | Liebesleid                               |
| 3 mei        | Tommy James and the Shondells | Crimson and clover                       |
| 10 mei       | Heintje                       | Ich sing ein lied für dich               |
| 17 mei       | Heintje                       | Ich sing ein lied für dich               |
| 24 mei       | The Beatles                   | Get back                                 |
| 31 mei       | The Beatles                   | Get back                                 |
| 7 juni       | Roy Black                     | Das mädchen Carina                       |
| 14 juni      | Roy Black                     | Das mädchen Carina                       |
| 21 juni      | Roy Black                     | Das mädchen Carina                       |
| 28 juni      | Desmond Dekker & the Aces     | Israelites                               |
| 5 juli       | Desmond Dekker & the Aces     | Israelites                               |
| 12 juli      | The Beatles                   | The ballad of John and Yoko              |
| 19 juli      | The Beatles                   | The ballad of John and Yoko              |
| 26 juli      | The Beatles                   | The ballad of John and Yoko              |
| 2 augustus   | The Edwin Hawkins Singers     | Oh, happy day                            |
| 9 augustus   | The Edwin Hawkins Singers     | Oh, happy day                            |
| 16 augustus  | The Edwin Hawkins Singers     | Oh, happy day                            |
| 23 augustus  | The Edwin Hawkins Singers     | Oh, happy day                            |
| 30 augustus  | Elvis Presley                 | In the ghetto                            |
| 6 september  | Elvis Presley                 | In the ghetto                            |
| 13 september | Zager & Evans                 | In the year 2525 (Exordium and Terminus) |
| 20 september | Zager & Evans                 | In the year 2525 (Exordium and Terminus) |
| 27 september | Zager & Evans                 | In the year 2525 (Exordium and Terminus) |
| 4 oktober    | Zager & Evans                 | In the year 2525 (Exordium and Terminus) |
| 11 oktober   | Zager & Evans                 | In the year 2525 (Exordium and Terminus) |
| 18 oktober   | Zager & Evans                 | In the year 2525 (Exordium and Terminus) |
| 25 oktober   | Christian Anders              | Geh nicht vorbei                         |
| 1 november   | The Archies                   | Sugar, Sugar                             |
| 8 november   | The Archies                   | Sugar, sugar                             |
| 15 november  | The Archies                   | Sugar, sugar                             |
| 22 november  | The Archies                   | Sugar, sugar                             |
| 29 november  | The Archies                   | Sugar, sugar                             |
| 6 december   | The Beatles                   | Come together / Something                |
| 13 december  | The Beatles                   | Come together / Something                |
| 20 december  | The Archies                   | Sugar, sugar                             |
| 27 december  | The Archies                   | Sugar, sugar                             |